# Sabellacheres illgi
Sabellacheres illgi är en kräftdjursart som beskrevs av Dudley 1964. Sabellacheres illgi ingår i släktet Sabellacheres och familjen Gastrodelphyidae. Inga underarter finns listade i Catalogue of Life.